# TVPaint
TVPaint Animation (également connu sous le nom de TVPaint, TVP, et auparavant Aura ou Mirage) est une technologie à la base de logiciels d'animation 2D bitmap développé et distribué par TVPaint Développement (entreprise française établie en Lorraine). Cette technologie a été distribuée sous des noms variés comme Aura (Newtek) et Mirage (Bauhaus Software). À l'heure actuelle, TVPaint Développement vend sa technologie sous son propre nom. À l'origine disponible uniquement pour les ordinateurs de la gamme Amiga de Commodore, le moteur des logiciels est aujourd'hui développé pour les plates-formes Windows (XP, Vista et Seven), Macintosh / MacIntel (de Mac Léopard à Mac Lion) et Linux (sur les versions Ubuntu, Debian, Fedora et RedHat Enterprise). Depuis le 6 décembre 2011, TVPaint Animation (version 10 - Édition Professionnelle) existe également en 64 bits sur Linux et Windows, permettant ainsi d'exploiter davantage de RAM que sur une version 32 bits.
TVPaint a sorti en 2024 TVPaint Animation 12 incluant de nouvelles fonctionnalités telles que le Rigging Bitmap, les dossiers de calques et la bibliothèque d'images.

## Prix "Coup de cœur" des Trophées Lorraine Export
En Février 2010, TVPaint Développement a vu son dynamisme et son innovation technologique récompensés par la Chambre du Commerce et de l'Industrie de la Région Lorraine, en recevant le Prix Coup de Cœur des Trophées Lorraine Export.

## Prix Ub Iwerks
En Février 2018, TVPaint Développement a remporté le Prix Ub Iwerks pour les avancées technologiques ayant eu un impact significatif sur le milieu des arts et de l'animation.

## Caractéristiques
TVPaint Animation est une technologie bitmap en opposition au dessin vectoriel. La méthode bitmap rend plus aisée la reproduction de médias naturels mais elle dépend de la résolution employée. À l'inverse, la méthode vectorielle permet de créer des animations indépendantes de la résolution mais ne permet pas de reproduire un tracé naturel ou un effet de peinture. TVPaint Animation est prévu pour réaliser des animations 2D et des dessins animés.

## Stockage et formats de fichiers
Grâce à un système de proxy, TVPaint Animation gère les fichiers de grande taille à condition de posséder un espace de stockage suffisant. Il possède son propre format d'enregistrement de projet : .tvpp
TVPaint Animation permet le chargement et l'enregistrement de nombreux formats de fichiers images et vidéos :
- .jpg/.jpeg, .deep/.dip, .tga, .ilbm, .ras (image SUN RASTER), .bmp, .pcx (Doom), .png, .tiff (V6.0) pour les images.
- .gif, .fli pour les animations.
- .mov, .avi pour les vidéos.

TVPaint Animation permet de charger les projets de ces anciens logiciels .aur, .mir.
TVPaint Animation permet aussi de charger les projets d'Adobe Photoshop .psd.

## Les outils
TVPaint Animation propose des outils variés :
- des outils de dessin bitmap
- un empilement de calques pour des effets de superposition
- un étirement des calques dans le temps
- une pile d'effets par projet
- un aperçu en temps réel
- une gestion de script
- un outil pour gérer ses projets sous forme de storyboard
- un plan de travail rotatif
- la possibilité de gérer plusieurs pistes sonores
- la possibilité d'acquérir de la vidéo via une webcam ou une caméra
- une zone où l'on peut rédiger des notes et même, faire du lips synch.

## Comparaison à d'autres logiciels
TVPaint Animation est souvent comparé à Adobe Photoshop pour le dessin bitmap et à Adobe After Effects pour la partie animation et effets spéciaux.
TVPaint Animation est destiné à l'animation (et par extension à la vidéo) alors que Photoshop s'oriente plus vers les travaux d'impression. De plus la gestion du temps permet à TVPaint Animation d'aller plus loin qu'un simple flip book.
TVPaint Animation permet d'ajouter des effets à ces animations et possède quelques effets vidéos alors qu'After Effects est centré sur le compositing.
Mais ces comparaisons ne sont pas toujours pertinentes, Photoshop permet la retouche d'image très haute définition pour la presse, After Effects est spécialisé dans le compositing alors que TVPaint Animation est avant tout destiné à dessiner des suites d'images dans le but de les animer.

## Historique
La version 1.0 de TVPaint Animation a été développée en 1991 sur Amiga. À son origine, le logiciel a été conçu pour manipuler et retoucher des images vidéos fixes en mode 16 millions de couleurs.
La version 3.59 pour Amiga a été mise à disposition de la communauté.

## Versions
| Version | Date           | Plate-forme | Principales nouveautés |  |
| ------- | -------------- | --- | --- |  |
| 12      | Mai 2024       | Windows, Linux, MacOS | Interface modulaire, nouveaux algorithmes de transformation, nouvelle caméra 2D, dossiers de calques, bibliothèque d'images, Rigging Bitmap, gestion des licences à distance. |  |
| 11      | Février 2015   | Windows, Linux, MacOS, Mac Intel | Nombreuses améliorations, ainsi que des nouveaux outils : calques couleurs et textures à générer (CTG), outil de déformation, 2 nouveaux FX, guides de dessin, bibliothèque d'images, nouvelle interface, un outil gomme etc. Introduction du TVPaint Converter pour TVPaint Animation 11.7. |  |
| 10      | Décembre 2011  | Windows, Linux (Ubuntu 10.04+, Debian 6+, RedHat Entreprise Linux 5+, Fedora 15+), Mac OS X, Mac Intel (TVPaint Animation 10 Standard / TVPaint Animation 10 Pro) | Deux architectures disponibles pour Windows et Linux : 32 bits et 64 bits, optimisation de la gestion des groupes et des clips, possibilité d'export PDF du storyboard, génération des instances facilitée, lisseur de trait, nouvelle interface, améliorations diverses…                    |  |
| 9.5     | Septembre 2009 | Windows, Mac OS X, Mac Intel (TVPaint Animation 9.5 Standard / TVPaint Animation 9.5 Pro)                                                                         | Ajout d'une option « Hors des Tenons » (Out of Pegs), hiérarchisation des projets sous forme de storyboard, Peg hole tracker, système de backup, améliorations diverses… |  |
| 9.0     | Juillet 2008   | Windows, Mac OS X, Mac Intel (TVPaint Animation 9 Standard / TVPaint Animation 9 Pro)                                                                             | Nombreux mixage de calques, espaces de travail paramétrables… |  |
| 8.5     | mai 2007       | Windows, Mac OS X, Mac Intel (TVPaint Animation 8.5 Standard / TVPaint Animation 8.5 Pro)                                                                         | Instance d'image, nouveaux outils de dessin… |  |
| 8.1.1   | Décembre 2006  | Windows, Mac OS X, Mac Intel (TVPaint Animation 8 Pro) | Feuille d'exposition (X-Sheet). |  |
| 8.0     | 2006           | Windows, Mac OS X, Mac Intel (TVPaint Animation 8 Standard) | Caméra multi-plan, lens flare, Toon Shading, Stop Motion, Sketch panel. |  |
| 7.5     | 2005           | Windows, Mac OS X (Mirage 1.5) | Interface personnalisable. |  |
| 7.0     | 2003, 2005     | PC (Mirage 1.0), Mac OS X (Mirage 1.0), Casablanca (CBPaint) | |  |
| 6.5b    | 2003           | Windows (Aura 2.5b) | Acquisition vidéo, import du maillage des objets LightWave. |  |
| 6.0     | 2000           | Windows (Aura 2.0) | Multi-projets, piste son, suivi de mouvements. |  |
| 5.0     | 1998           | Windows (Aura 1.0) | |  |
| 4.0     | 1997           | Windows, SGI | Nombre illimité de calques, animation des calques. |  |
| 3.0     | 1994           | Amiga, Windows, SGI, SUN (graphiti) [réf. souhaitée] | Trois calques. |  |
| 2.0     | 1993           | Amiga | |  |
| 1.0     | 1991           | Amiga | Un menu, un calque non animé et un outil (aérographe). |  |

### Communauté de TVPaint Développement
- TVPaint user forum
- Newtek Aura forum
- Aura Yahoo group
- TVP Animation blog